# 常動曲 (ヨハン・シュトラウス2世)

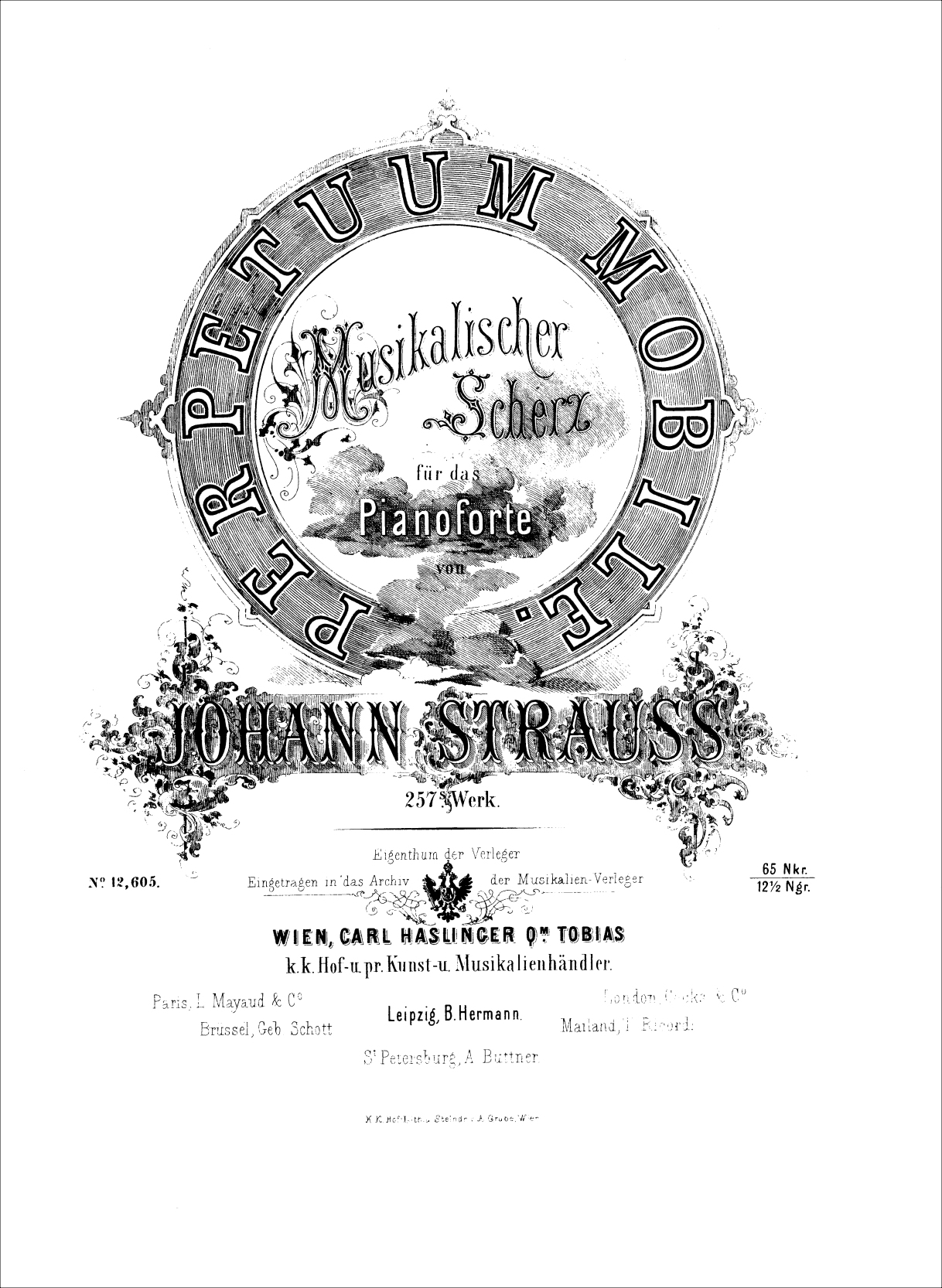
初版楽譜

『常動曲』（じょうどうきょく、ラテン語：Perpetuum mobile）作品257は、ヨハン・シュトラウス2世が作曲した管弦楽曲。『無窮動』（むきゅうどう）とも称される。ニューイヤーコンサートで多く演奏される作品である。

## 解説
「音楽の冗談」という副題を持っている。1861年4月4日にウィーンで初演されたが、当時の評判はあまり芳しくなかったという。しかし現在はコンサートにおける「小粋なアンコール」として親しまれ、有名になっている。
常動曲という名の通り、何回でも最初から繰り返し演奏できるように作られた楽曲であり、当時普及し始めていた機械に着想を得たと言われている。スコアの最後には「あとはご自由に」と書かれており、フェイドアウトする演奏や最初から繰り返す演奏、指揮者が「あとはこの繰り返しです」と聴衆に語りかけて終わるという演奏などがあるが、現在では聴衆に語りかけて終わる演奏のほうが一般的である。例えばウィーンフィル・ニューイヤーコンサート2015では、ズービン・メータが、この曲を自ら"et cetera. et cetera..."と語って終わらせた。また、かつてのニューイヤーコンサートで、ロリン・マゼールは演奏終了直後にドイツ語で”und so weiter,und so weiter(この後も引き続きます）”と述べた過去があった。その他にもクレメンス・クラウスは、自身のこの作品の録音で”and so on"と言って曲を終わらせた。
音楽番組「オーケストラがやってきた」のテーマ曲として広く知られていた。

## 構成
8小節の旋律を変奏曲形式でつなぎ楽器が次々と変わっていき、機械の無機質な回転を思わせるリズムに乗って、ウィーンっ子の軽口を聞くような流麗軽快な音楽である。